# Gerolamo da Bavari
(Gerolamo da Bavari, Libro de la misera humana cundicione)
Gerolamo da Bavari (fl. XIV secolo) è stato uno scrittore italiano, appartenente all'Ordine dei Frati Predicatori.

## Biografia
Frate domenicano, trecentesco ligure, proveniente probabilmente dall'antico comune di Bavari, ora quartiere di Genova.
Le opere principali di Gerolamo furono la traduzione e la rielaborazione del Libro de la misera humana cundicione, pervenutaci in una copia trecentesca ed il Tratao de li VII peccai mortali. I temi del Libro furono presi dall'Anonimo Genovese, nella sua De condicione terrarum et civitatum.

## Opere
- Libro de la misera humana cundicione
- Tratao de li VII peccai mortali